# ニコライ・ピモネンコ
ニコライ・コルニリエヴィチ・ピモネンコ（ロシア語: Никола́й Корни́льевич Пимоне́нко、ウクライナ語: Мико́ла Корни́лович Пимоне́нко 1862年3月9日 – 1912年3月26日）は、近代のウクライナの画家である。風景画、風俗画を中心に700点以上の作品を残した。ウクライナの風景・農村をテーマにした作品が多い。

## 生涯
1862年、ロシア帝国キエフ県のプリオルカ（現・キーウ）に生まれた。父はイコン製作のための工房を開いており、11歳の頃から父に連れられてさまざまな町や村へ出向き、教会の絵を描くようになった。
1878年、帝国美術アカデミー出身のニコライ・ムラシュコが運営する美術学校へ通うこととなった。学費を払う経済的余裕はなく、ムラシュコとイヴァン・テレシュチェンコによる支援を受けた。当初は生徒として参加したが、すぐに自分が他の生徒と比べ優れていることが分かった。このため翌年には若い生徒の指導役を任された。その2年後、試験に合格しキエフ県の学校での美術教師資格を得た。試験結果が帝国美術アカデミーへ送られ、同校への入学が許可された。
1882年、帝国美術アカデミーに入学した。同時期に学んだ芸術家にはヴァレンティン・セローフ、ミハイル・ヴルーベリ、セルヒー・ヴァシリキウシキーらがいた。しかし、学費や作品制作費用を捻出するために重労働に従事し、また寒さのために体調を崩し、たびたび肺炎を患うようになった。1884年に退学を余儀なくされ、キエフに戻り、ムラシュコの美術学校での指導の傍ら自身の作品制作を行った。
1883年にウクライナ人の画家ウラジミール・オルロフスキーの娘と結婚した。
1900年以降、現在のキーウ国立工科大学で図法幾何学を指導した。
1912年に病死した。墓所はキーウのルキヤニウカ墓地にある。

## 作風
市井や農村の人々、風景を写実的に描くスタイルは移動派の影響を受けたもので、1899年には同グループの正式な会員となった。
ロシア帝国中で広く人気を博し、1904年にロシア帝国美術アカデミー会員となった。

## 作品

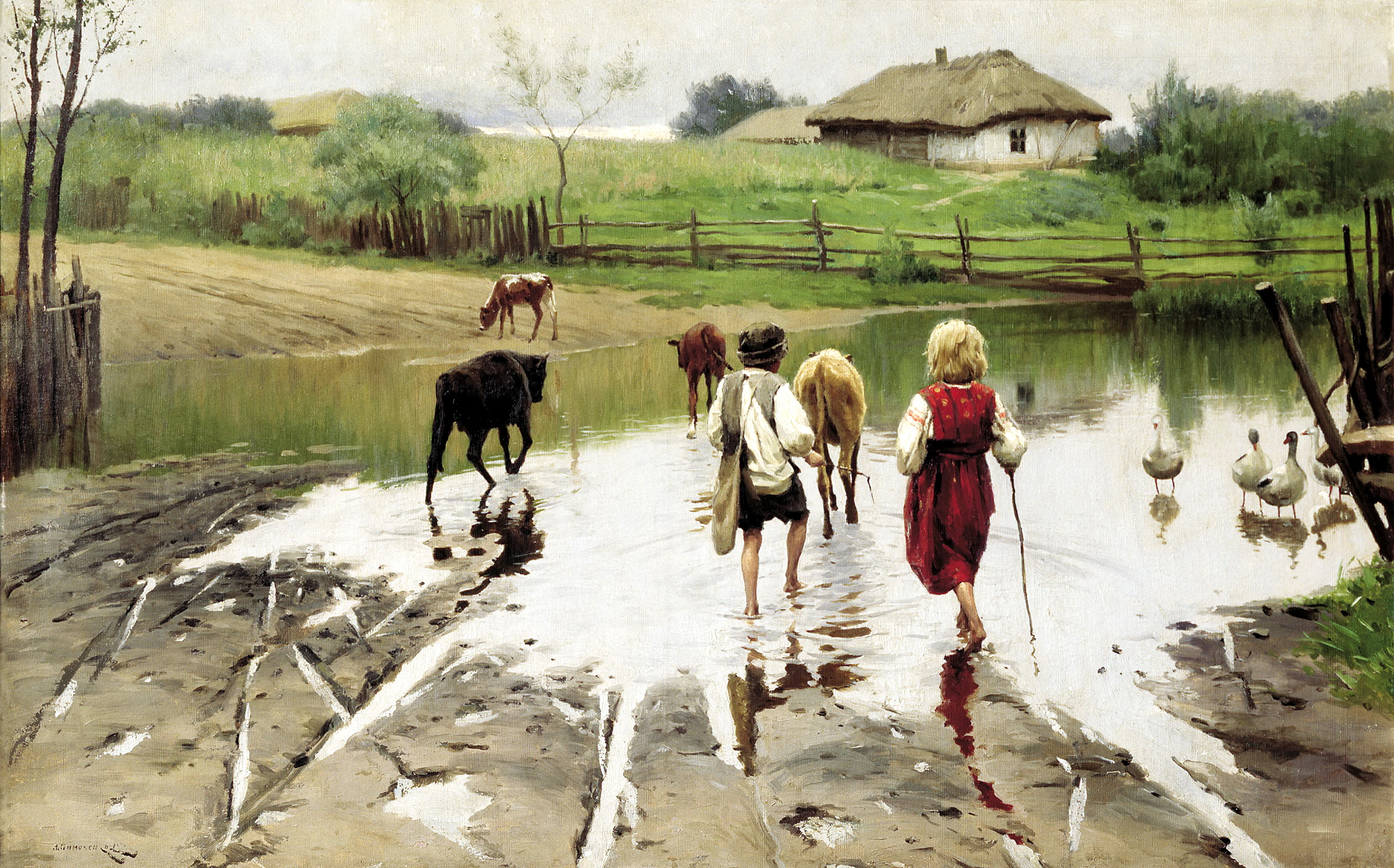
Брод（渡り）
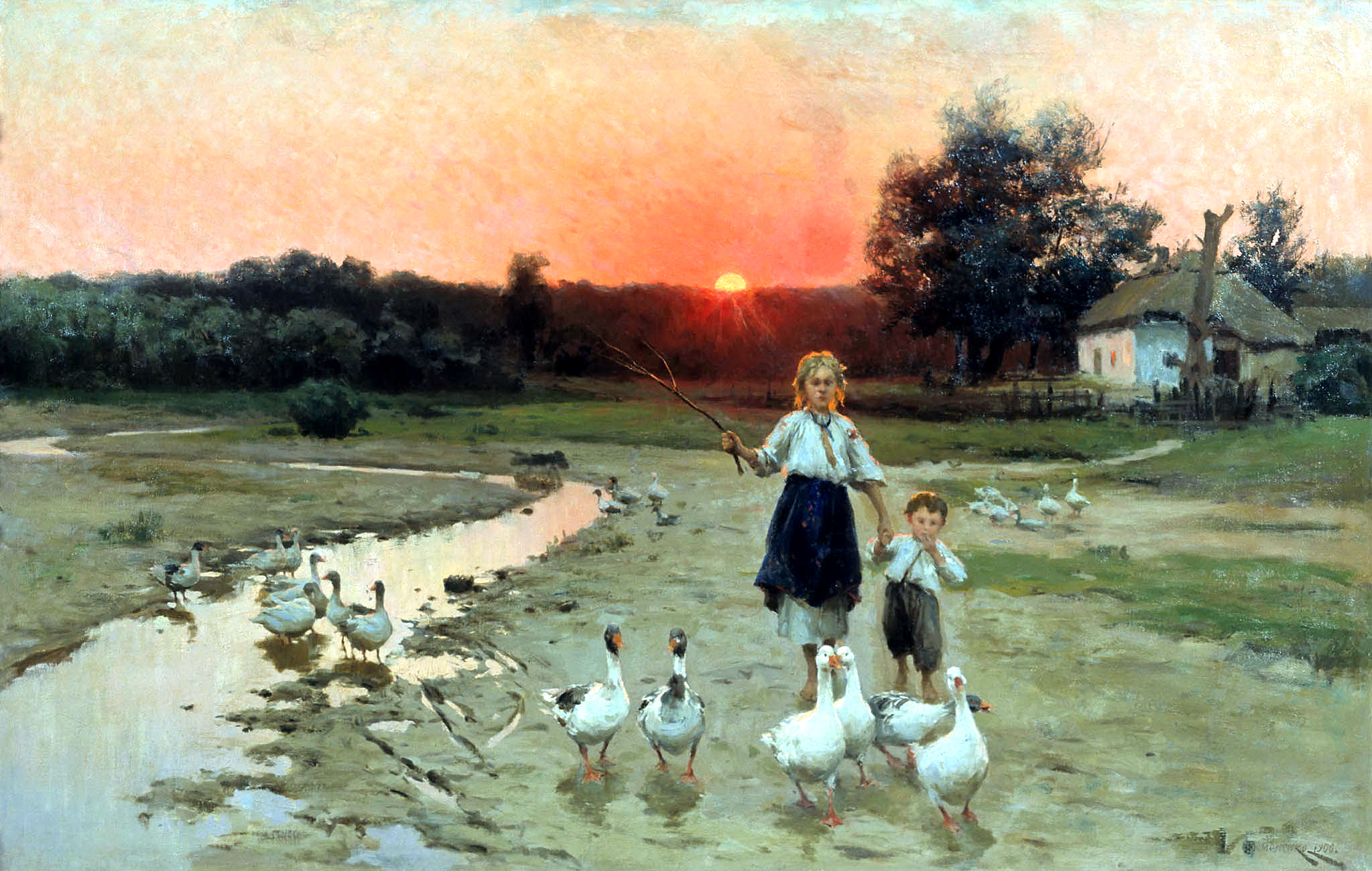
Вечереет（日暮）
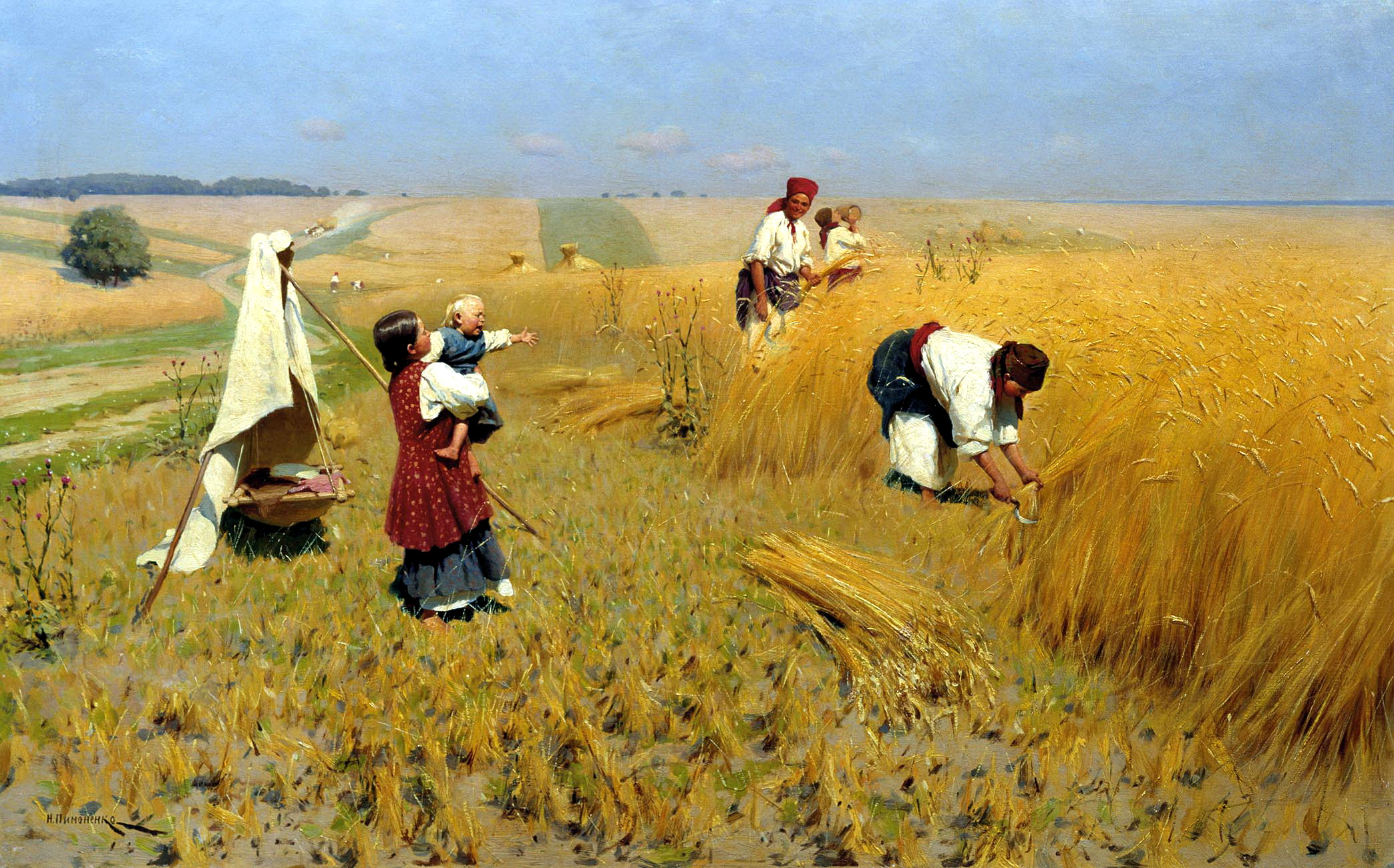
Жатва на Украине（ウクライナの刈入れ）
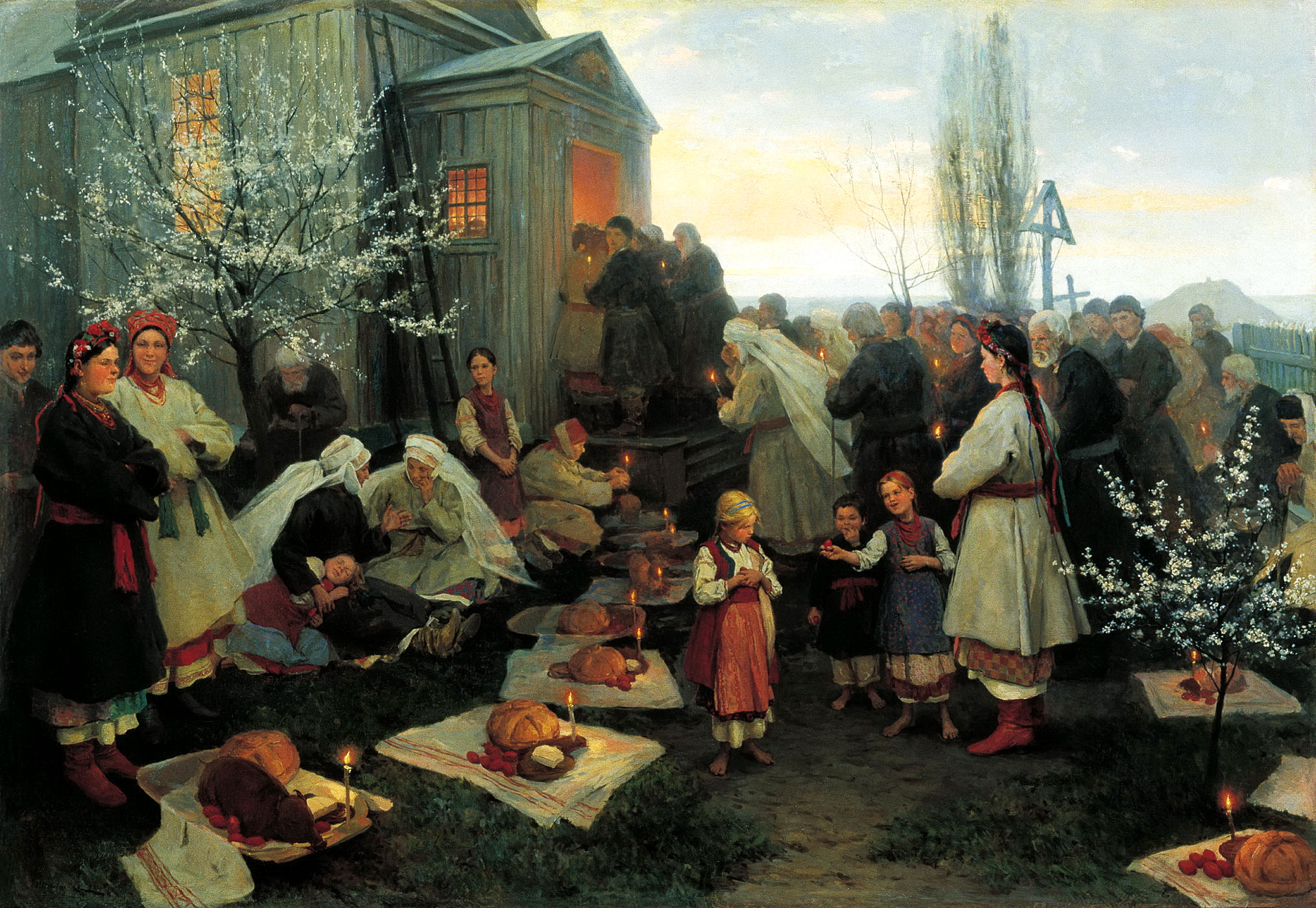
Пасхальная заутреня в Малороссии（ウクライナの感謝祭）
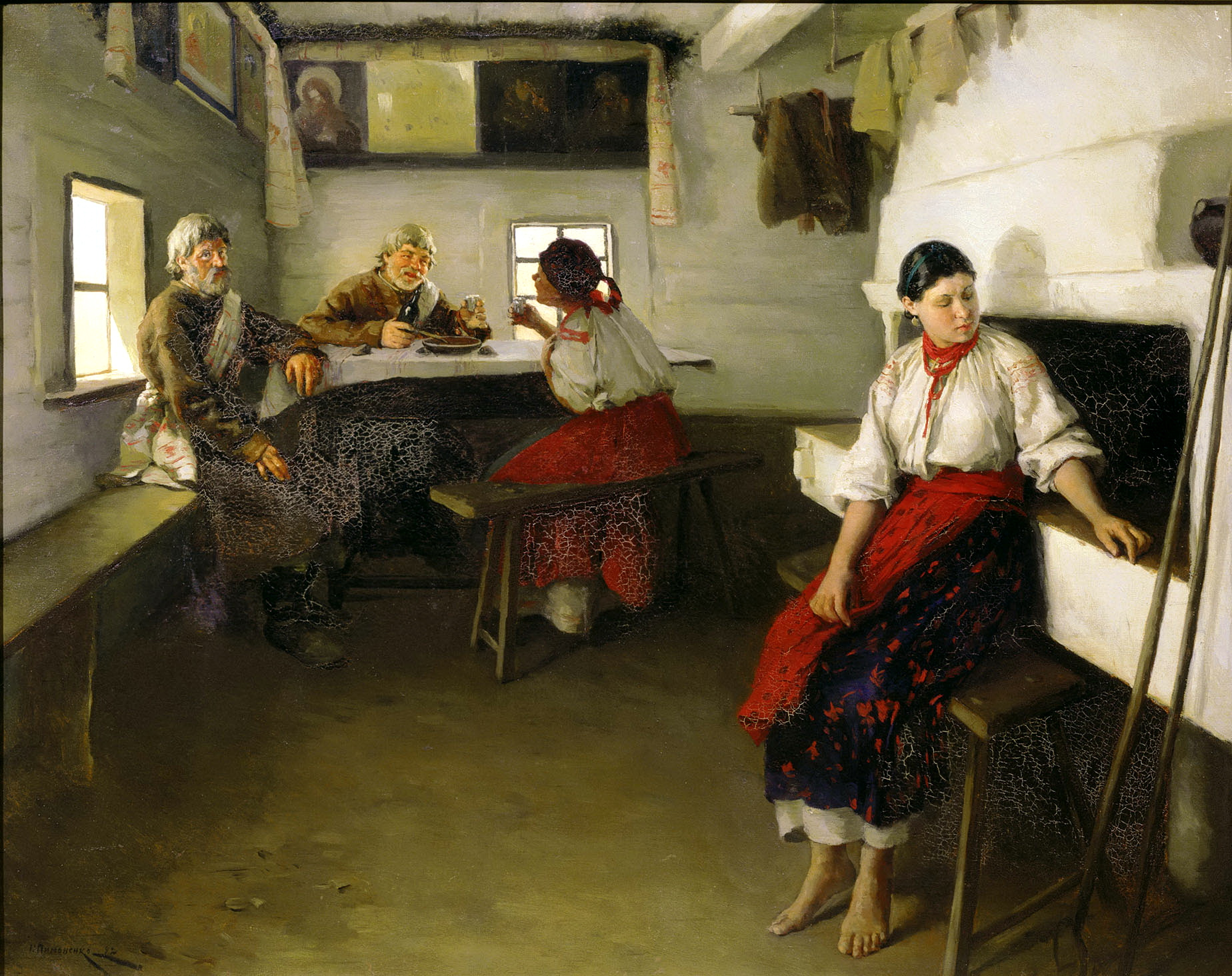
Сваты（仲人）
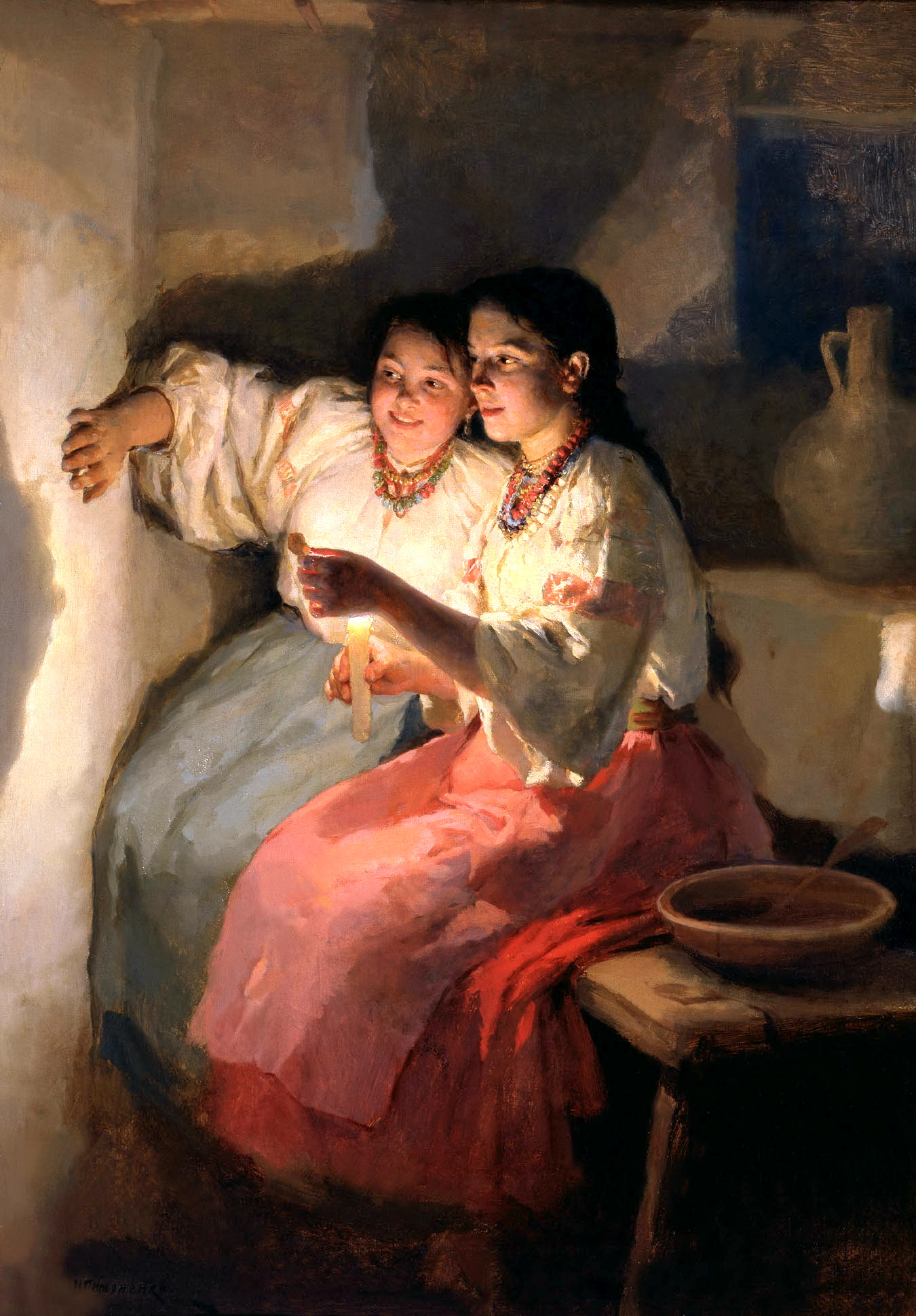
Святочное гадание（クリスマスの占い）
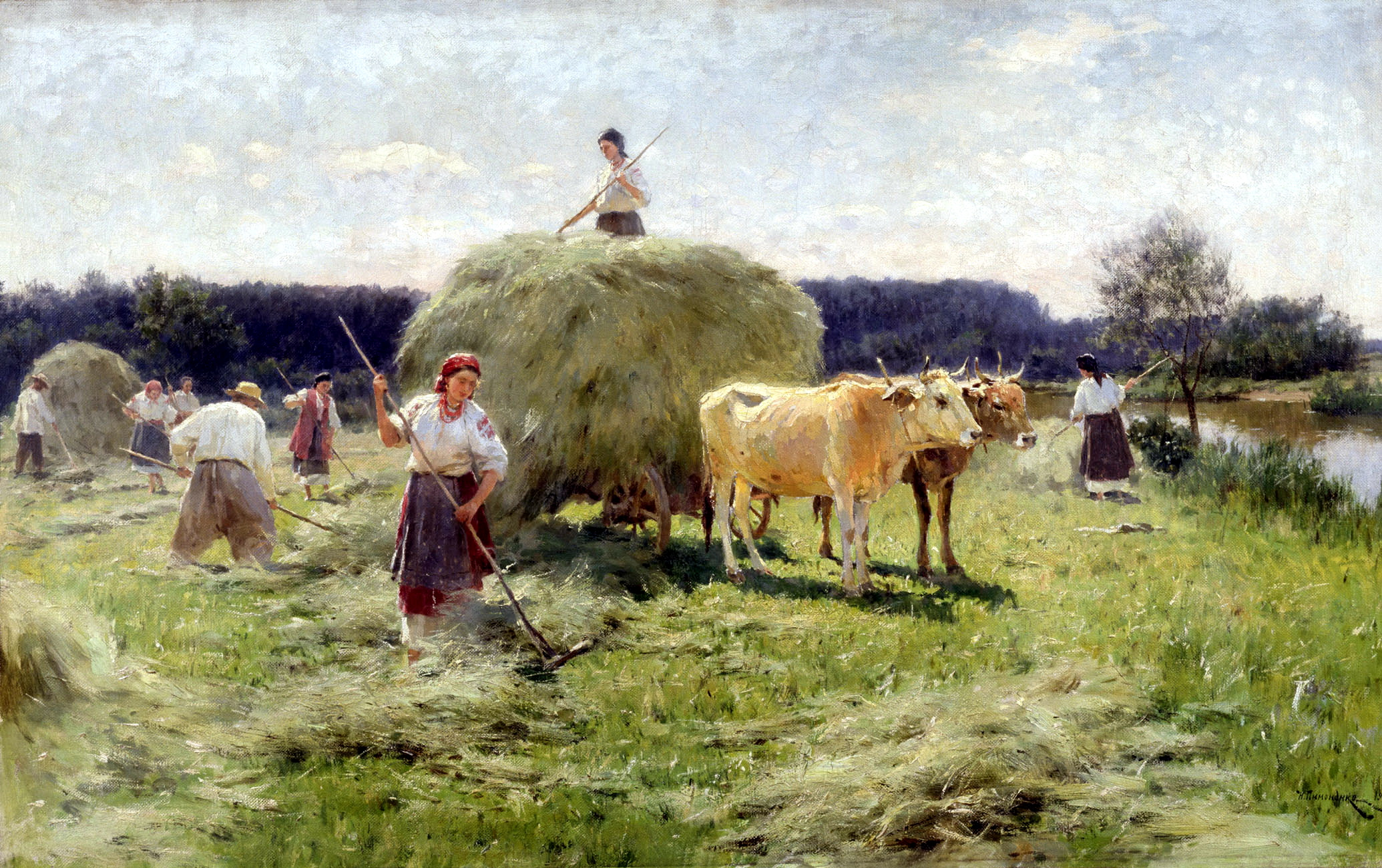
Сенокос（干し草畑）
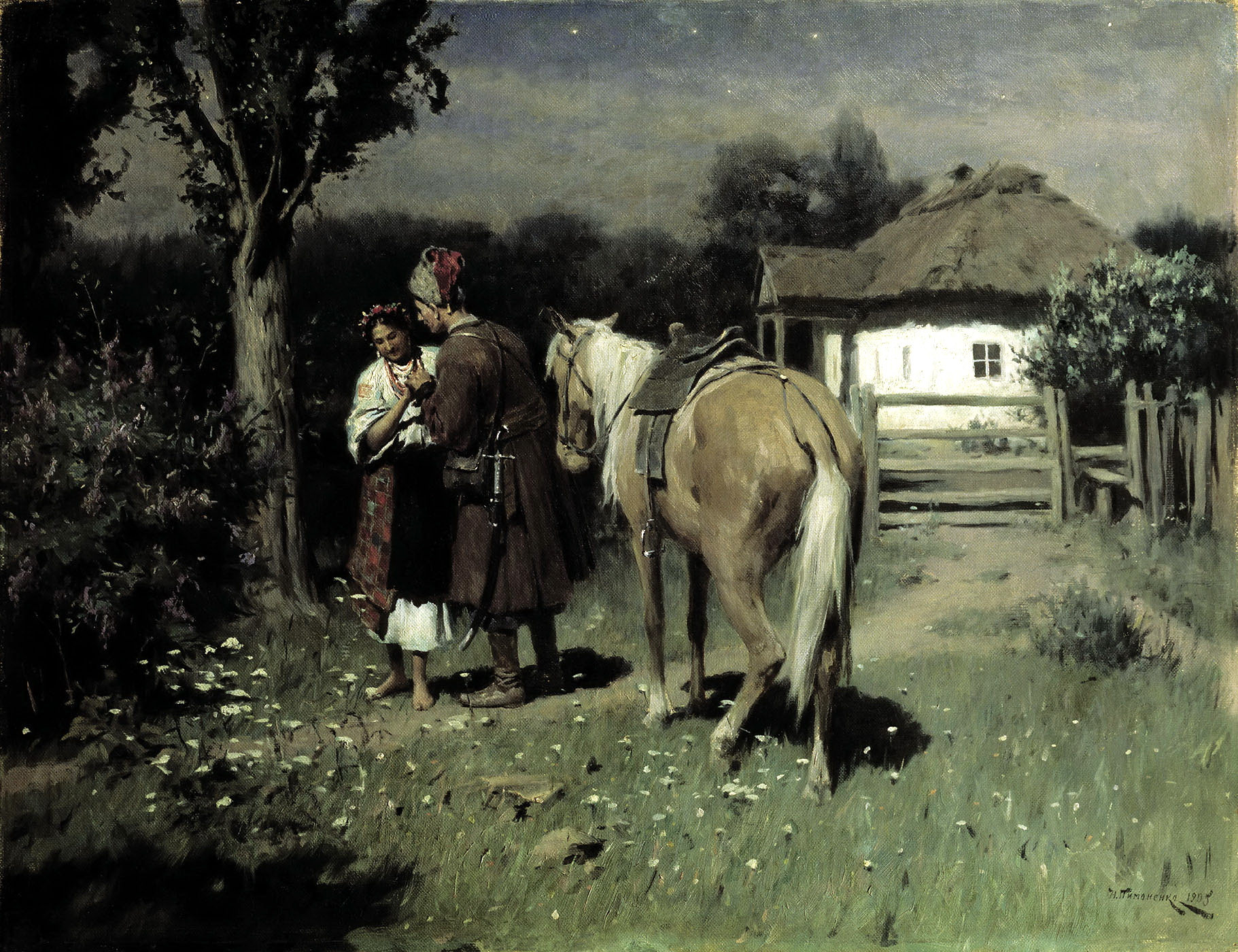
Украинская ночь. Свидание（ウクライナの夜）